# Kohei Kato
Kohei Kato (加藤 恒平 Kato Kohei?), född 14 juni 1989 i Wakayama prefektur, är en japansk fotbollsspelare.
Kato började sin karriär 2012 i Sacachispas FC. Efter Sacachispas FC spelade han för FC Machida Zelvia, FK Rudar Pljevlja, Podbeskidzie Bielsko-Biała, PFC Beroe Stara Zagora och Sagan Tosu.